# Komórki tuczne

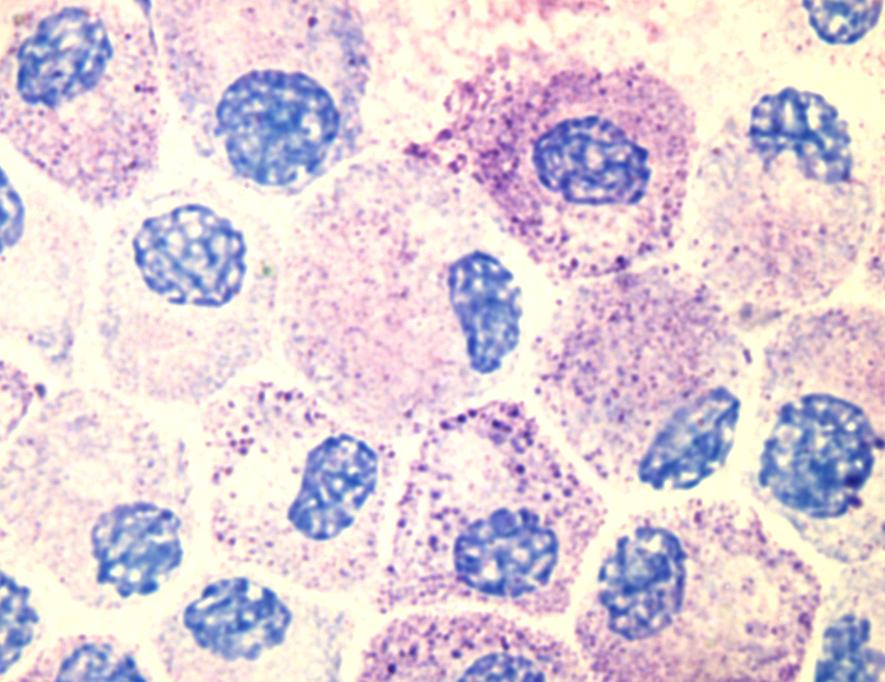
Mastocyty

Komórki tuczne, mastocyty, labrocyty – komórki tkanki łącznej oraz błon śluzowych, mające okrągły lub owalny kształt, powstające z prekursorów szpikowych, do miejsca ostatecznego osiedlenia niedojrzałe docierają wraz z krwią. W tkankach docelowych ostatecznie dojrzewają.
Komórki tuczne są bardzo podobne zarówno pod względem wyglądu, jak i funkcji do bazofili, innego rodzaju białych krwinek. Chociaż kiedyś uważano, że komórki tuczne są bazofilami występującymi w tkankach, wykazano, że te dwie komórki rozwijają się z różnych linii krwiotwórczych (prekursorów szpikowych), a zatem nie mogą być tymi samymi komórkami.
Najczęściej można spotkać je w okolicy niewielkich naczyń krwionośnych w narządach stykających się ze środowiskiem zewnętrznym, w tkance łącznej (otrzewna) lub wokół nerwów.
Jądro komórkowe jest niewielkie, chromatyna skondensowana, aparat Golgiego jest dobrze rozbudowany, pozostałe organella są słabo rozwinięte. W cytoplazmie znajdują się liczne, ciemne, zasadochłonne ziarna, mające właściwość metachromazji. Błona komórkowa tworzy liczne mikrokosmki. Ziarnistości mastocytów są bogate w histaminę i heparynę. Ponadto pobudzone wydzielają prostaglandyny i cytokiny (np. interleukinę 4 i TNF-α). Zawierają również proteazy (np. tryptazę lub chymazę). Na ich powierzchni znajduje się receptor FcεRI wiążący przeciwciała IgE. Mastocyty zostały odkryte i opisane po raz pierwszy przez Paula Ehrlicha w 1876 roku.
Są elementem układu immunologicznego i biorą udział w obronie organizmu przed pasożytami, bakteriami i innymi drobnoustrojami. Odgrywają rolę zarówno w mechanizmach odpowiedzi immunologicznej wrodzonej oraz nabytej. Ich zasadniczą rolą jest wywoływanie lokalnego stanu zapalnego (m.in. alergie) w reakcji na czynniki egzogenne. Pełnią istotną rolę w rozpoznawaniu antygenów patogenów (wirusy i bakterie), ich rola w mechanizmach nabytej odpowiedzi immunologicznej opiera się na zdolności do prezentowania antygenu oraz różnorodnego działania uwalnianych cytokin i innych czynników hormonalnych. W procesie rozwoju reakcji zapalnych, w tym alergicznych, substancje wydzielane w dużych ilościach (mediatory preformowane i syntetyzowane de novo) przez mastocyty (degranulacja) mogą wywoływać objawy układowe, w tym wstrząs anafilaktyczny. Bezpośredni sygnał do degranulacji (degranulacja to gwałtowne uwolnienie na zewnątrz zawartości ziarnistości) stanowi między innymi reakcja antygenu z przeciwciałami IgE znajdującymi się na powierzchni błony komórkowej komórki tucznej. Sygnałem indukującym degranulację może być też związanie wzorców drobnoustrojów przez inne receptory (w tym TLR).
Substancje uwolnione przez mastocyt powodują degradację składników macierzy pozakomórkowej, poszerzenie kapilar, napływ granulocytów – skutkiem tego jest powstawanie stanu zapalnego.
Nadmierna proliferacja komórek tucznych jest przyczyną mastocytozy. W przebiegu tej choroby komórki tuczne gromadzą się w skórze (mastocytoza skórna) lub w narządach wewnętrznych (mastocytoza układowa). Ponadto u psów i kotów często występuje nowotwór komórek tucznych, czyli mastocytoma.